# Oncideres alicei
Oncideres alicei là một loài bọ cánh cứng trong họ Cerambycidae.